# Louis Bérard-Blay
Pour les articles homonymes, voir Bérard et Blay (homonymie).
Louis Bérard-Blay, né le 26 novembre 1827 à Moûtiers (duché de Savoie) et mort le 15 novembre 1909 à Moûtiers, est un avocat et un homme politique savoyard.

## Famille
Louis Bérard-Blay est originaire d'une famille de drapiers-merciers, établie à Moûtiers. Il est le fils de Alexis Bérard-Blay (1794-1859) et de Lucrèce Joséphine Jacquemod (1801-1880). Il a un frère et deux sœurs.
Il se marie avec Augusta Arnaud (1837-1917).

## Carrière politique
Avocat, il prend part au débat sur l'Annexion de la Savoie en devenant président du comité annexionniste (pro-français) de Moûtiers.
Il devient député pour l'arrondissement de Moûtiers, à la suite du décès de Ferdinand Palluel en 1866. La même année il devient conseiller général du canton d'Aime et gardera son mandat jusqu'en 1907. Son expérience de député est toutefois plus éphémère, s'arrêtant avec la chute du régime impérial. Il tentera cependant de reconquérir son mandat au cours des débuts de la République mais sans grande réussite.

## Autres
Il est président du comice agricole de Moutiers.
Il est membre de l'Académie de Savoie en 1883 et chevalier de la Légion d'honneur[réf. nécessaire]

### Sources
- « Louis Bérard-Blay », dans Adolphe Robert et Gaston Cougny, Dictionnaire des parlementaires français, Edgar Bourloton, 1889-1891 [détail de l’édition]